# Рибалко Ліна Миколаївна
Лі́на Микола́ївна Риба́лко (нар. 6 серпня 1975 року, Кобеляки) — педагог, доктор педагогічних наук (2015), старший науковий співробітник (2011), професор, декан факультету фізичної культури та спорту Полтавської політехніки ім. Ю. Кондратюка, співавторка підручників з біології, природознавства.

## Біографічні дані
Народилася 6 серпня 1975 року в Кобеляках в родині службовців. З 1982 по 1992 рік навчалася у Кобеляцькій середній школі № 2, закінчила зі срібною медаллю.
З 1992 по 1993 працювала старшою піонервожатою Кіровської неповної середньої школи Кобеляцького району Полтавської області. Навчалася з 1993 по 1998 рік на стаціонарному відділенні природничого факультету за спеціальністю біологія та хімія.
Після закінчення ЗВО з відзнакою, працювала асистентом кафедри зоології Полтавського державного педагогічного університету ім. В. Г. Короленка. У 1999 році почала виконувати роботу методиста-куратора заочної форми навчання студентів природничого факультету.
З 2000 року на посаді наукового співробітника лабораторії інтеграції змісту шкільної освіти Інституту педагогіки АПН України. 
У 2008 році у Інституті педагогіки захистила кандидатську дисертацію на тему «Наступність у формуванні цілісних знань про живу природу в учнів 5—7 класів» за спеціальністю — теорія навчання., науковий керівник — доктор педагогічних наук, професор Віра Романівна Ільченко. 
У 2009 році призначена на посаду старшого наукового співробітника лабораторії інтеграції змісту освіти Інституту педагогіки. 
У 2012 році вступила до докторантури Інституту педагогіки, яку закінчила достроково, успішно захистила у 2015 році докторську дисертацію на тему «Дидактичні основи навчання природничих предметів на засадах еколого-еволюційного підходу в загальноосвітніх навчальних закладах» за тією ж спеціальністю, науковий консультант — доктор педагогічних наук, професор Олег Михайлович Топузов.
З 2015 по 2016 — доцент кафедри фізичного виховання, спорту та здоров'я людини ПНТУ. З 2016 — професор кафедри фізичного виховання, спорту та здоров'я людини ПНТУ (з 1 вересня 2019 — назва кафедри змінена на кафедру фізичної культури та спорту). З 1 жовтня 2019 — завідувач кафедри фізичної культури та спорту ПНТУ. З 1 липня 2021 року — декан факультету фізичної культури та спорту Полтавської політехніки ім. Ю. Кондратюка. З 2020 по 2021 — навчання в магістратурі Харківської гуманітарно-педагогічної академії за спеціальністю фізична культура і спорт.

## Наукова робота
Почала наукову роботу з дослідження технологій інтеграції шкільної біологічної освіти. До кола наукових інтересів входять здоров'язбережувальні та фізкультурно-оздоровчі технології в освіті; формування здорового способу життя в учнівської та студентської молоді; теоретичні та методичні засади підготовки майбутніх фахівців фізичної культури та спорту.
Авторка та співавторка понад 200 наукових і навчально-методичних праць, зокрема навчально-методичних посібників, підручників. Головний редактор збірника наукових праць «Гуманітарний вісник Національного університету імені Юрія Кондратюка»; член редакційних колегій вітчизняних фахових видань: «Педагогічні науки», «Естетика і етика педагогічної дії», «Вісник Прикарпатського університету. Серія: Фізична культура»), та міжнародних фахових видань: «European Journal of Education and Applied Psyghology», «The unity of Science» (обидва — Австрія).

### Підручники
- Природознавство: підруч. для 6 кл. загальноосвіт. навч. закл. / В. Р. Ільченко, К. Ж. Гуз, Л. М. Рибалко. — Полтава: Довкілля-К, 2006. — 160 с.: іл. — ISBN 966-96354-7-0.
- Біологія: підруч. для 7 кл. загальноосвіт. навч. закл. / В. Р. Ільченко, Л. М. Рибалко, Т. О. Півень. — Полтава: Довкілля-К, 2007. — 240 с.: іл. — ISBN 966-8791-09-6.
- Біологія: підруч. для 8 кл. загальноосвіт. навч. закладів / Л. М. Рибалко, Н. В. Корягіна. — К.: УОВЦ «Оріон», 2016. — 272 с. — ISBN 978-617-000-000-0.

## Нагороди та відзнаки
- Іменна стипендія Кабінету Міністрів України для молодих учених (з 2006 по 2008)[2];
- Почесна грамота Національної академії педагогічних наук України (2011);
- Подяка Малої академії наук України Національної академії наук України (2013);
- Почесна грамота Інституту педагогіки НАПН України (2014);
- Подяка ректора Полтавського національного технічного університету імені Юрія Кондратюка (2017);
- Подяка Управління інфраструктури та туризму Полтавської обласної державної адміністрації (2017);
- Грамота Департаменту освіти і науки Полтавської обласної державної адміністрації (2018);
- Почесна грамота Полтавської обласної державної адміністрації (2020);
- Подяка Міністерства освіти і науки України (2020)[1].